# Miruais Cã Hotaque
Miruais Cã Hotaque (1673-1715) foi um herói nacional afegão que pertenceu a clã Guilzai e foi o fundador da dinastia Hotaqui que governou a Pérsia (atuais Irã e Iraque) de 1722 até 1736.

## História
Miruais Cã Hotaque era filho de Muhammad Bakir, de quem herdou a liderança guilzai da etnia pastó. Como prefeito da cidade de Candaar, visitava regularmente a corte persa, e conhecia suas fraquezas militares. As tribos pastós estavam na época descontentes, pela insistência dos safávidas para converte-los de sunitas a xiitas. Em 1709, Miruais organizou uma força militar contra Gurgin Kan, governador de Candaar. Gurgin Kan foi morto e Hotaki conquistou o poder da região. Em sequência, Miruais derrotou o exército persa enviado para recuperar o controle da cidade.
Esteve a frente do poder até a sua morte em 1715 e foi sucedido pelo filho Mamude Hotaqui.